# Средокрестие

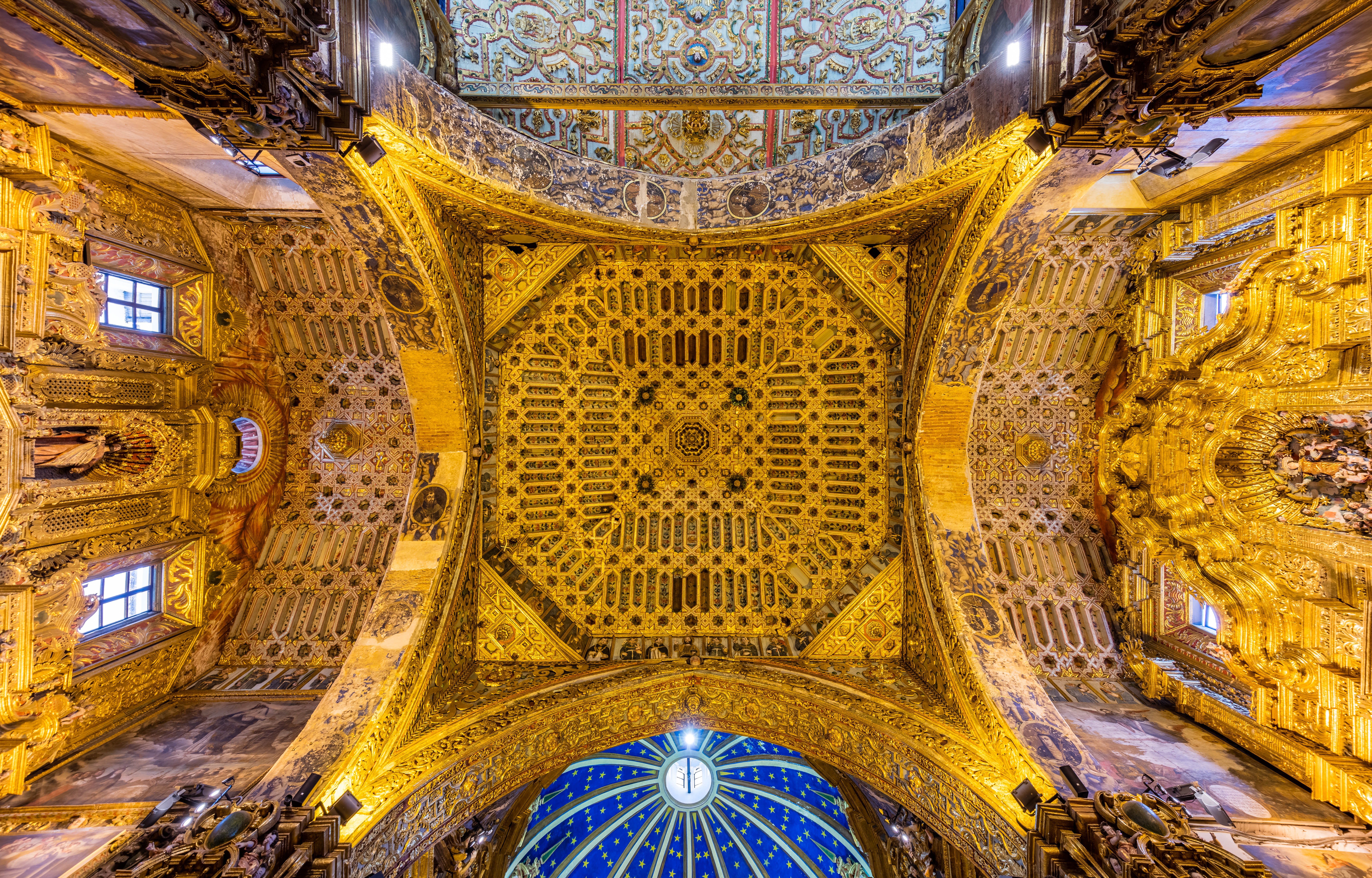
Средокрестие в Кито

Средокрестие — в церковной архитектуре место пересечения главного нефа и трансепта, образующих в плане крест. 
При традиционной ориентации церкви через средокрестие можно попасть в западный неф, в южный и северный трансепты и в расположенный в восточной части храма хор. Средокрестие часто увенчано башней, тибуриумом или куполом, причём башни характерны для романских и готических храмов, а купола — для соборов эпохи Возрождения. 
Поскольку средокрестие открыто на все четыре стороны, нагрузка от башни или купола приходится на угловые опоры, испытывающие боковой распор из-за полуциркульной формы арок, создание устойчивой конструкции требует от архитектора и строителей изрядного мастерства. В прошлые столетия чрезмерные амбиции создателей часто приводили к обрушению такого рода конструкций. 
В зависимости от характера пересечения выделяют два типа средокрестия. В первом неф и трансепт имеют равную высоту и подкупольный квадрат имеет четыре одинаковые арки. Второй тип — средокрестие с пониженным трансептом — может быть определён по более низким, узким аркам, отчётливо разделяющим неф, трансепт и хор. Вогнутые поверхности треугольного формата, образующиеся на переходе от подкупольного квадрата средокрестия к цилиндрическому барабану купола именуются парусами. На них обычно помещают изображения Сил небесных либо четырёх евангелистов. Арка, предваряющая вход из средокрестия в восточную, алтарную часть (апсиду), именуется триумфальной. Она символизирует переход из дольнего в горний (небесный) мир, даруемый верой в Воскресение Христа, триумф жизни над смертью. Отсюда название.
Купол или башня могут иметь оконные проёмы для освещения церкви, образуя фонарь. В эпоху раннего Средневековья квадрат средокрестия часто использовали при планировке собора в качестве единицы (модуля) измерения: длины нефа и трансепта были кратны стороне квадрата средокрестия.

## Галерея

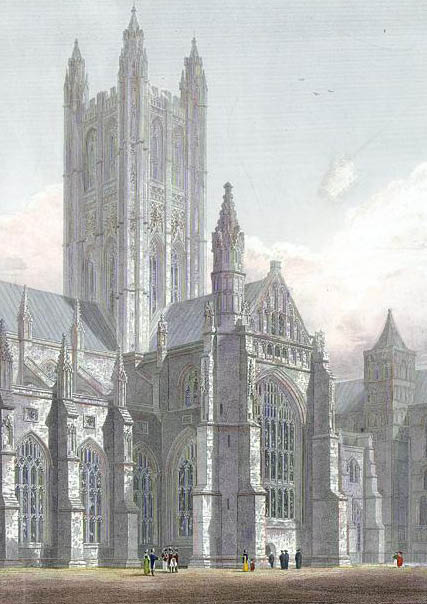
Башня над средокрестием, Кентерберийский собор
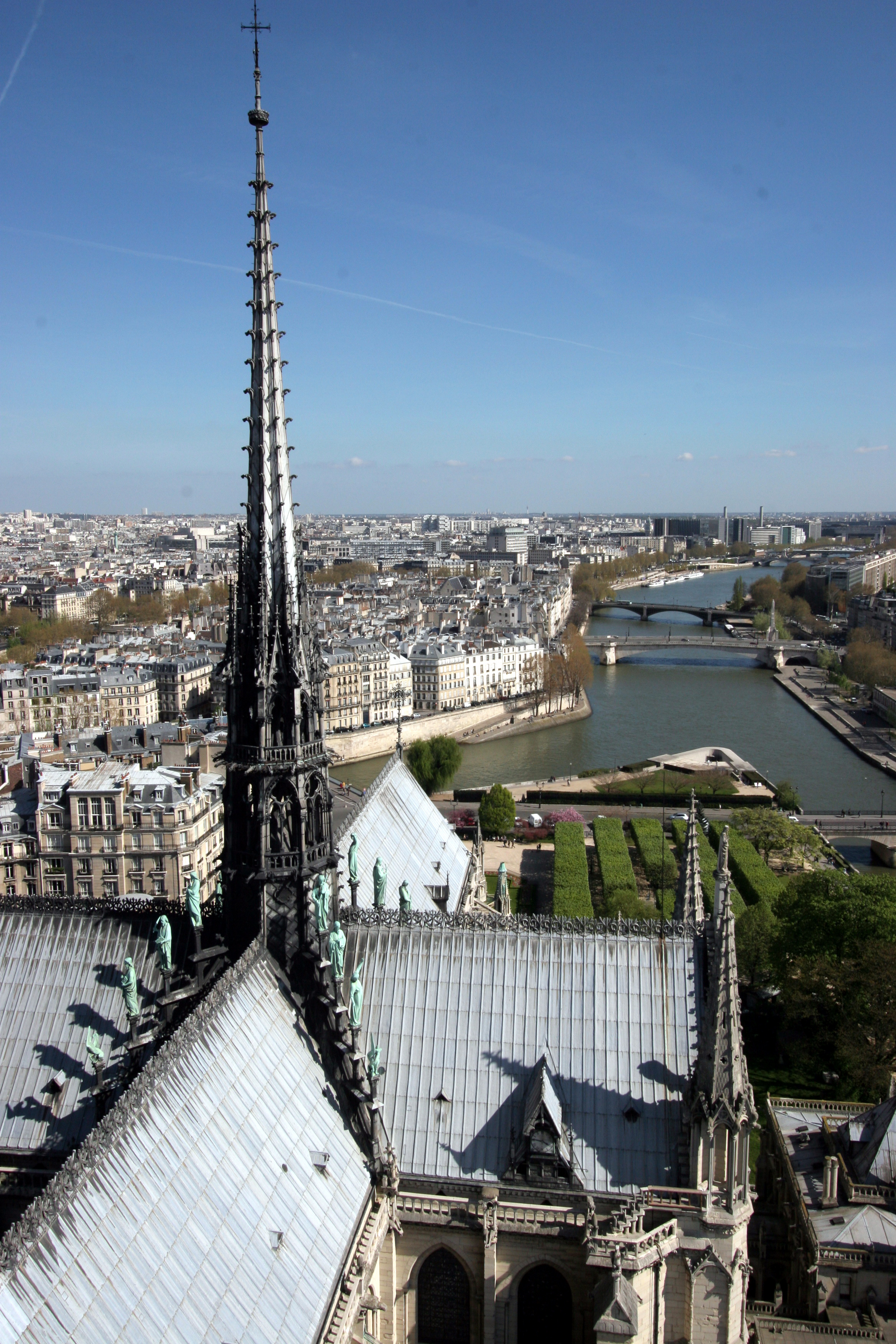
Сигнатурка над средокрестием, Собор парижской Богоматери
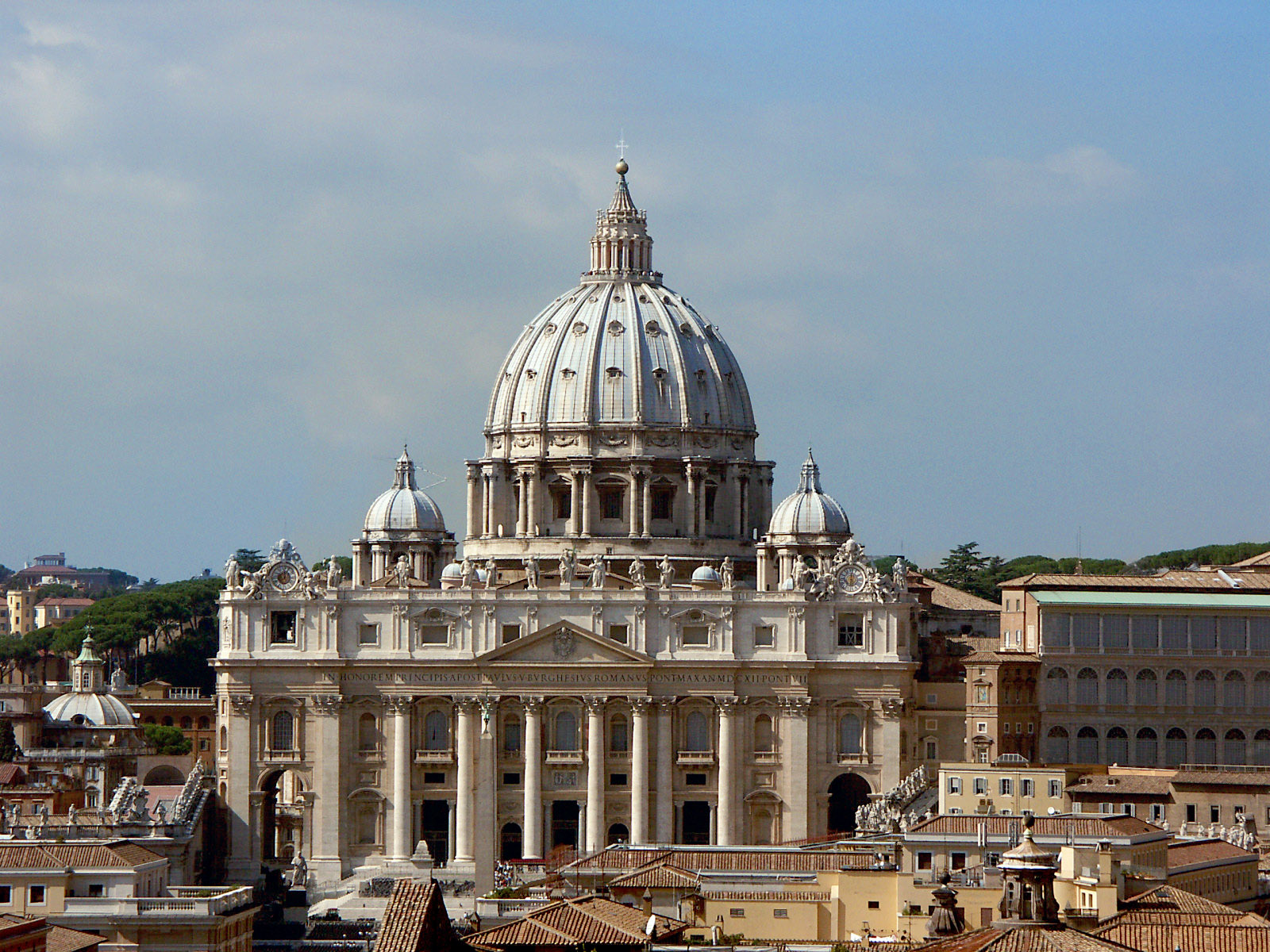
Собор Святого Петра с куполом над средокрестием
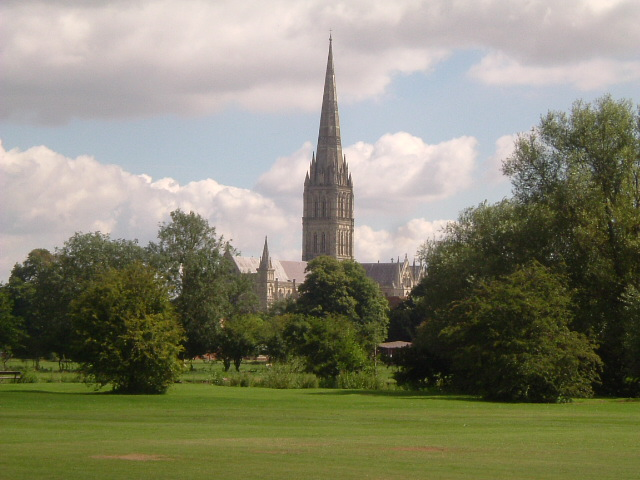
Солсберийский собор с башней над средокрестием